# Rachel (Vorname)
Rachel ist ein weiblicher Vorname.

## Herkunft und Bedeutung
Der Name Rachel geht auf den hebräischen Namen רָחֵל rāḥel zurück.

## Verbreitung
Im Mittelalter war der Name Rachel in der jüdischen Bevölkerung geläufig. In der englischsprachigen Welt kam er als christlicher Name erst nach der Reformation in Gebrauch.
Rachel [ˈɹeɪ.t͡ʃəl] war in den USA im ausgehenden 19. und bis in die Mitte des 20. Jahrhunderts gebräuchlich, wurde jedoch eher selten vergeben. Er zählte zu den 200 beliebtesten Mädchennamen. In den 1960er Jahren gewann der Name an Beliebtheit und stieg 1968 in die Top-100 der Vornamenscharts auf. Von 1975 bis 2003 zählte er zu den 30 meistgewählten Mädchennamen des Landes. Mit Rang 9 erreichte er im Jahr 1996 seine einzige Top-10-Platzierung. Nach der Jahrtausendwende sank die Popularität des Namens kontinuierlich. Im Jahr 2011 verließ Rachel die Hitliste der 100 beliebtesten Mädchennamen. Zuletzt stand er auf Rang 255 der Vornamenscharts (Stand 2023).
Ein ähnliches Bild zeigt sich in Kanada, wo der Name im Jahr 1969 die Top-100 erreichte. Zwischen 1995 und 1997 zählte er zu den 10 beliebtesten Mädchennamen. Im Jahr 2019 belegte er Rang 91 der Hitliste.
In Australien stieg Rachel 1968 in die Top-100 der Vornamenscharts auf und erreichte bereits 3 Jahre später die Hitliste der 30 beliebtesten Mädchennamen, die er erst im Jahr 2000 wieder verließ. Die letzte Top-100-Platzierung erreichte der Name im Jahr 2007.
Rachel stand bereits im Jahr 1900 in Neuseeland auf Rang 98 der Hitliste. 65 Jahre später trat der Name mit Rang 71 erneut in die Top-100 ein und gewann rasch an Popularität. Im Jahr 1970 erreichte er mit Rang 4 die Top-10 der Vornamenscharts, in den drei darauffolgenden Jahren belegte er Rang 3 der Hitliste. Bis 1979 zählte Rachel zu den 10 beliebtesten Mädchennamen, schwankte dann bis zu Beginn der 1990er Jahre um Rang 10 der Hitliste. Danach sank seine Popularität. Im Jahr 2007 verließ der Name die Top-100 der Vornamenscharts.
Auch im Vereinigten Königreich zeigt sich ein ähnliches Bild. Zählte Rachel in England und Wales im ausgehenden 20. Jahrhundert noch zu den 30 beliebtesten Mädchennamen, sank seine Popularität nach der Jahrtausendwende. 2008 verließ er die Top-100 der Vornamenscharts. Im Jahr 2022 belegte er Rang 395. In Schottland zählte Rachel bereits in den 1930er und 1940er Jahren zu den 100 meistgewählten Mädchennamen. Im Jahr 1971 erreichte er diese Hitliste erneut und gewann weiter an Beliebtheit. Von 1991 bis 2003 (Ausnahme: 2001) fand er sich in der Top-10 der Vornamenscharts. Danach verlor er rasch an Beliebtheit. Seine letzte Platzierung unter den 100 beliebtesten Mädchennamen erreichte Rachel im Jahr 2017. In Nordirland erreichte Rachel in den 1990er und frühen 2000er Jahren wiederholt Platzierungen in der Top-10 der Vornamenscharts. Danach sank seine Popularität. Im Jahr 2016 verließ er erstmals die Top-100 der Vornamenscharts. Im darauffolgenden Jahr erreichte er mit Rang 91 seine vorerst letzte Top-100-Platzierung (Stand 2022).
In Irland zählte Rachel von 1968 bis 2019 (Ausnahme: 2018) zur Top-100 der Vornamenscharts. In den 1990er und frühen 2000er Jahren erreichte er wiederholt die Top-10 der Vornamenscharts.
In Frankreich zählte Rachel [ʁa.ʃɛl] bereits zu Beginn des 20. Jahrhunderts zu den 100 meistgewählten Mädchennamen. Im Laufe der Jahre sank die Popularität jedoch, bis er nur noch auf Rang 243 der Vornamenscharts stand (1948 und 1956). Seit dem Ende der 1950er Jahre nahm die Popularität des Namens wieder zu, sodass er im Jahr 1967 die Top-100 der Vornamenscharts erreichte. Anfang der 1970er Jahre erreichte die Beliebtheit des Namens ihren Höhepunkt, wobei Rachel knapp die Top-50 der Hitliste verpasste. Danach sank die Popularität wieder. Im Jahr 1981 verließ der Name die Top-100 der Vornamenscharts. Im Jahr 2022 stand der Name auf Rang 257 der Vornamenscharts.
Rachel [ˈrɑ.xəl] wird in den Niederlanden nur selten gewählt. Bis 2011 fand er sich unter den 300 meistgewählten Mädchennamen. Seine letzte Platzierung in der Top-500 erreichte der Name im Jahr 2021.
In Israel hat sich Rachel [ʁaˈχɛ̝l] (althebräisch [ɾaːˈχeːl]) unter den beliebtesten Mädchennamen etabliert. Im Jahr 2020 belegte der Name Rang 14 der Hitliste.
In Deutschland wird der Name Rachel [ˈʁa.χl̩] nur selten vergeben. Zwischen 2010 und 2023 wurde er nur etwa 500 Mal als erster Vorname gewählt.

## Namensträger
Einname
- Rachel (1821–1858), französisch-jüdische Schauspielerin
- Rachel (1890–1931), hebräische Dichterin und Zionistin
- Rachel (* 1942), französische Sängerin
- Rachel, Tochter des bedeutenden Tora- und Talmudgelehrten Rabbi Schlomo Jizchaki
- Rachel Z (* 1962), US-amerikanische Jazzpianistin

Vorname
- Rachel Akerman († 1544), Dichterin
- Rachel Ames (* 1929), US-amerikanische Schauspielerin
- Rachel Arenas (* 1971), philippinische Politikerin und Unternehmer
- Rachel Arnold (* 1996), malaysische Squashspielerin
- Rachel Arthur (* 1994), US-amerikanisch-deutsche Basketballspielerin
- Rachel Ashley (* 1964), US-amerikanische Pornodarstellerin
- Rachel Ashwell (* 1959), britische Innenarchitektin, Protagonistin des Shabby-Chic-Einrichtungsstils
- Rachel Atherton (* 1987), britische Mountainbikefahrerin
- Rachel Auerbach (1903–1976), israelische Historikerin, Journalistin, Schriftstellerin und Holocaust-Überlebende
- Rachel Avnery (1932–2011), israelische Friedensaktivistin
- Rachel Azaria (* 1977), israelische Politikerin
- Rachel Bailit, US-amerikanische Schauspielerin
- Rachel Bancouly (* 1983), ivorische Fußballspielerin
- Rachel Barney (* 1966), US-amerikanische Philosophin
- Rachel Barton Pine (* 1974), US-amerikanische Geigerin
- Rachel Baxter (* 1999), US-amerikanische Stabhochspringerin
- Rachel Beckwith (2002–2011), US-amerikanische Entwicklungshelferin
- Rachel Beer (1858–1927), britische Journalistin, Redakteurin und Zeitungsverlegerin
- Rachel Behringer (* 1989), deutsche Theaterschauspielerin
- Rachel Janait Ben-Zvi (1886–1979), israelische Präsidentengattin und Autorin
- Rachel Billington (* 1942), britische Schriftstellerin und Präsidentin des englischen P.E.N.
- Rachel Bilson (* 1981), US-amerikanische Schauspielerin
- Rachel Bissex (1956–2005), US-amerikanische Folkrocksängerin
- Rachel Blakely (* 1968), australisch-amerikanische Schauspielerin
- Rachel Blanchard (* 1976), kanadische Schauspielerin
- Rachel Blodgett Adams (1894–1982), US-amerikanische Mathematikerin und Hochschullehrerin
- Rachel Bloom (* 1987), US-amerikanische Schauspielerin, Komödiantin, Sängerin und Drehbuchautorin
- Rachel Bootsma (* 1993), US-amerikanische Schwimmerin
- Rachel Boston (* 1982), US-amerikanische Schauspielerin
- Rachel Emily Bragg (* 1984), britische Volleyballspielerin
- Rachel Brand (* 1973), amerikanische Juristin
- Rachel Braunschweig (* 1968), schweizerische Theater- und Filmschauspielerin
- Rachel Breton (* 1990), US-amerikanische Fußballspielerin
- Rachel Brice (* 1972), US-amerikanische Tänzerin
- Rachel Brosnahan (* 1990), US-amerikanische Fernseh- und Filmschauspielerin
- Rachel Brown (* 1980), englische Fußballspielerin
- Rachel Fuller Brown (1898–1980), US-amerikanische Chemikerin
- Rachel Bugg (* 1989), australische Wasserspringerin
- Rachel Caine (1962–2020), US-amerikanische Autorin
- Rachel Carson (1907–1964), US-amerikanische Zoologin, Biologin und Autorin
- Rachel Cavalho (* 1907), kanadische Pianistin und Musikpädagogin
- Rachel Chagall (* 1952), US-amerikanische Schauspielerin
- Rachel Choong (* 1994), englische Badmintonspielerin
- Rachel Cohen-Kagan (1888–1982), israelische Politikerin und Frauenrechtlerin
- Rachel Conhoff, Leichtathletin von den amerikanischen Jungferninseln
- Rachel Corrie (1979–2003), US-amerikanische Aktivistin der International Solidarity Movement
- Rachel Corsie (* 1989), schottische Fußballspielerin
- Rachel Covey (* 1998), US-amerikanische Schauspielerin
- Rachel Crothers (1878–1958), US-amerikanische Bühnenautorin und Theaterregisseurin
- Rachel Crotto (1958–2025), US-amerikanische Schachspielerin
- Rachel Cuschieri (* 1992), maltesische Fußballspielerin
- Rachel Cusk (* 1967), britische Schriftstellerin
- Rachel van Cutsen (* 1984), niederländische Badmintonspielerin
- Rachel Daly (* 1991), englische Fußballspielerin
- Rachel van Dantzig (1878–1949), niederländische Bildhauerin, Radiererin und Zeichnerin
- Rachel Dard (* 1951), französischer Radrennfahrer
- Rachel Delaney (* 1997), irische Cricketspielerin
- Rachel Dincoff (* 1993), US-amerikanische Diskuswerferin
- Rachel DiPillo (* 1991), US-amerikanische Schauspielerin
- Rachel Dolezal (* 1977), US-amerikanische Kulturwissenschaftlerin und Bürgerrechtsaktivistin
- Rachel Douglas-Home, 27. Baroness Dacre (1929–2012), britische Politikerin (Labour Party)
- Rachel Dratch (* 1966), US-amerikanische Schauspielerin
- Rachel Dror (1921–2024), deutsche Lehrerin
- Rachel Dübendorfer (1900–1973), polnisch-deutsche Kommunistin und Widerstandskämpferin jüdischer Abstammung
- Rachel Duncan (* 1985), US-amerikanische Schauspielerin
- Rachel Eckroth (* 1976), amerikanische Singer-Songwriterin und Keyboarderin
- Rachel Elior (* 1949), israelische Philosophin und Hochschullehrerin
- Rachel Empey (* 1976), britische Managerin
- Rachel Fattal (* 1993), US-amerikanische Wasserballspielerin
- Rachel Field (1894–1942), US-amerikanische Schriftstellerin
- Rachel G. Fox (* 1996), US-amerikanische Schauspielerin, Sängerin, Musikerin und Synchronsprecherin
- Rachel Furness (* 1988), nordirische Fußballspielerin
- Rachel Gailis (* 2004), US-amerikanische Tennisspielerin
- Rachel Galinne (* 1949), israelische Komponistin
- Rachel Galun (1926–2023), israelische Entomologin und Hochschullehrerin
- Rachel Gillet, Filmschauspielerin
- Rachel Gitai (* 1954), israelische Künstlerin, Autorin, Journalistin, Fotografin, Dozentin und Verhaltenswissenschaftlerin
- Rachel Glenn (* 2002), US-amerikanische Hochspringerin
- Rachel Gold (* 1978), österreichische Karikaturistin
- Rachel Waltner Goossen (* 1960), US-amerikanische Historikerin
- Rachel Goswell (* 1971), britische Musikerin
- Rachel Gould (* 1953), US-amerikanische Jazzsängerin
- Rachel Grady, amerikanische Filmregisseurin und Filmproduzentin von Dokumentarfilmen
- Rachel Grant (* 1977), britische Schauspielerin, Stuntfrau und Model
- Rachel Grate (* 1986), US-amerikanische Schauspielerin
- Rachel Green (* 1964), US-amerikanische Biochemikerin und Hochschullehrerin
- Rachel Griffith (* 1963), US-amerikanisch-britische Wirtschaftswissenschaftlerin und Hochschullehrerin
- Rachel Griffiths (* 1968), australische Schauspielerin
- Rachel Hachlili (1935–2019), israelische Klassische Archäologin
- Rachel Haden (* 1971), amerikanische Musikerin (Gesang, Bass)
- Rachel Harnisch (* 1973), Schweizer Opernsängerin (Sopran)
- Rachel Harris (* 1975), englisch-deutsche Geigerin
- Rachel Harris, britische Musikethnologin
- Rachel Hawkins (* 1979), US-amerikanische Autorin
- Rachel Hayward (* 1968), kanadische Filmschauspielerin
- Rachel Heuberger (* 1951), deutsche Bibliothekarin und Historikerin
- Rachel Hill (* 1995), US-amerikanische Fußballspielerin
- Rachel Hilson (* 1995), US-amerikanische Schauspielerin
- Rachel Hindley (* 1981), neuseeländische Badmintonspielerin
- Rachel Holzer (1899–1998), polnisch-australische Schauspielerin des jiddischen Theaters
- Rachel Homan (* 1989), kanadische Curlerin
- Rachel Honderich (* 1996), kanadische Badmintonspielerin
- Rachel Hopkins (* 1972), britische Politikerin
- Rachel House (* 1971), neuseeländische Schauspielerin und Regisseurin
- Rachel Howard (* 1977), neuseeländische Fußballtorhüterin
- Rachel Hunter (* 1969), neuseeländisches Fotomodell und Schauspielerin
- Rachel Hurd-Wood (* 1990), britische Schauspielerin
- Rachel Hyink (* 1998), kanadische Stabhochspringerin
- Rachel Imison (* 1978), australische Hockeyspielerin
- Rachel Jackson (1767–1828), Ehefrau des siebten US-Präsidenten Andrew Jackson
- Rachel Johncock (* 1993), walisische Leichtathletin
- Rachel Joyce (* 1962), britische Schauspielerin und Schriftstellerin
- Rachel Joyce (* 1978), britische Triathletin
- Rachel Katznelson-Shazar (1885–1975), israelische Publizistin
- Rachel Keke (* 1974), französische Politikerin
- Rachel Keller (* 1992), US-amerikanische Schauspielerin
- Rachel Kempson (1910–2003), englische Schauspielerin
- Rachel Khedoori (* 1964), australisch-US-amerikanische Künstlerin
- Rachel Khoo (* 1980), britische Fernsehköchin und Kochbuchautorin
- Rachel Kimsey (* 1978), US-amerikanische Schauspielerin
- Rachel Klamer (* 1990), niederländische Triathletin
- Rachel Kohn (* 1962), deutsche Bildhauerin
- Rachel Kolly (* 1981), Schweizer Geigerin
- Rachel Komisarz (* 1976), US-amerikanische Schwimmerin
- Rachel van Kooij (* 1968), österreichische Kinder- und Jugendbuchautorin
- Rachel Korine (* 1986), US-amerikanische Schauspielerin
- Rachel Korn (1898–1982), jiddischsprachige Dichterin und Schriftstellerin
- Rachel Kostanian (* 1930), jüdische Aktivistin, Schöpferin des litauischen Holocaust-Museums (Grünes Haus)
- Rachel Aronowna Kownator (1899–1977), sowjetische jiddischsprachige kommunistische Autorin und Journalistin
- Rachel Kramer Bussel (* 1975), US-amerikanische Autorin
- Rachel Kranton (* 1962), US-amerikanische Wirtschaftswissenschaftlerin
- Rachel Kushner (* 1968), US-amerikanische Schriftstellerin
- Rachel Kyte, Vizepräsidentin der Weltbank, Hochschuldekanin
- Rachel Lack (* 1994), australische Softballspielerin
- Rachel Lang (* 1984), französische Drehbuchautorin und Filmregisseurin
- Rachel Laurin (1961–2023), kanadische Komponistin und Organistin
- Rachel Legrain-Trapani (* 1988), französische Schönheitskönigin
- Rachel Levin (* 1995), US-amerikanische YouTuberin, Influencerin und Sängerin
- Rachel Levine (* 1957), amerikanische Kinderärztin und Gesundheitspolitikerin
- Rachel Lumsden (* 1968), britische Künstlerin
- Rachel Luttrell (* 1971), kanadische Schauspielerin
- Rachel Maddow (* 1973), US-amerikanische Radio- und Fernsehmoderatorin und -kommentatorin
- Rachel P. Maines (* 1950), US-amerikanische Technikhistorikerin und Hochschullehrerin
- Rachel Margolis (1921–2015), polnisch-litauisch-israelische Biologin und Holocaustüberlebende
- Rachel Marsden (* 1974), kanadische Kolumnistin
- Rachel Matthews (* 1993), US-amerikanische Schauspielerin
- Rachel Mazuir (* 1940), französischer Politiker (Parti socialiste), Mitglied des Senats
- Rachel McAdams (* 1978), kanadische Schauspielerin
- Rachel McBride (* 1978), kanadische Triathletin
- Rachel McCleary (* 1953), US-amerikanische Wirtschaftsphilosophin, Politologin und Hochschullehrerin
- Rachel McCoy (* 1995), US-amerikanische Hochspringerin
- Rachel McFarlane (* 1971), britische Popsängerin
- Rachel McLish (* 1955), US-amerikanische Bodybuilderin, Schauspielerin und Autorin
- Rachel McQuillan (* 1971), australische Tennisspielerin
- Rachel Melhado (* 1992), kanadische Fußballspielerin
- Rachel Lambert Mellon (1910–2014), US-amerikanische Philanthropin, Kunstsammlerin und Landschaftsarchitektin
- Rachel Melvin (* 1985), US-amerikanische Film- und Fernsehschauspielerin
- Rachel Mercik (* 1991), US-amerikanische Fußballspielerin
- Rachel Miner (* 1980), US-amerikanische Schauspielerin
- Rachel de Montmorency (1891–1961), britische Glasmalerin des Arts and Crafts Movements
- Rachel Anne Moore (* 1985), US-amerikanische Opernsängerin (Sopran) und Musicaldarstellerin
- Rachel Moret (* 1989), Schweizer Tischtennisspielerin
- Rachel Luzzatto Morpurgo (1790–1871), jüdisch-italienische Dichterin und Hebraistin
- Rachel Morrison (* 1978), US-amerikanische Kamerafrau und Fernsehregisseurin
- Rachel Musson, britische Jazz- und Improvisationsmusikerin (Tenorsaxophon)
- Rachel Mwanza, kongolesische Schauspielerin
- Rachel Nergård (* 1972), samisch-norwegische Sprachaktivistin
- Rachel Neylan (* 1982), australische Radrennfahrerin
- Rachel Nicholls (* 1975), englische Sopranistin
- Rachel Nichols (* 1980), US-amerikanische Schauspielerin, Filmproduzentin und Model
- Rachel Dennie Nichols (* 1992), US-amerikanisch-philippinische Fußballspielerin
- Rachel Nickell (1968–1992), britisches Mordopfer
- Rachel Notley (* 1964), kanadische Politikerin der Alberta New Democratic Party (NDP)
- Rachel Ong (* 1972), singapurische Politikerin (PAP) und Abgeordnete
- Rachel Kealaonapua O’Sullivan (* 1950), US-amerikanische Turmspringerin
- Rachel Palmer (1931–2000), gambische Krankenschwester und Politikerin
- Rachel Papo (* 1970), israelische Fotografin
- Rachel Cosgrove Payes (1922–1998), US-amerikanische Schriftstellerin
- Rachel Pellaud (* 1995), Schweizer Sprinterin
- Rachel Pickup (* 1973), britische Schauspielerin
- Rachel Platten (* 1981), US-amerikanische R&B- und Popsängerin
- Rachel Podger (* 1968), deutsch-britische Violinistin
- Rachel Pollack (1945–2023), US-amerikanische Science-Fiction- und Esoterik-Autorin, sowie Comic-Zeichnerin
- Rachel Portman (* 1960), britische Komponistin
- Rachel Presser (* 2000), australische Synchronschwimmerin
- Rachel Presti (* 2002), amerikanisch-deutsche Surferin
- Rachel Quaintance (* 1972), US-amerikanische Schauspielerin
- Rachel de Queiroz (1910–2003), brasilianische Schriftstellerin
- Rachel Quon (* 1991), US-amerikanisch-kanadische Fußballspielerin
- Rachel Redleaf (* 1997), US-amerikanische Schauspielerin
- Rachel Reeves (* 1979), britische Politikerin und Wirtschaftswissenschaftlerin
- Rachel Ren (* 1973), australische Synchronschwimmerin
- Rachel Rep (* 1967), deutsche Schlagzeugerin, Autorin und Model
- Rachel Resheff (* 2000), US-amerikanische Schauspielerin
- Rachel Rice (* 1984), walisische Schauspielerin und Model
- Rachel Riley (* 1986), britische Mathematikerin und Fernsehmoderatorin
- Rachel Rinast (* 1991), schweizerisch-deutsche Fußballspielerin
- Rachel Roberts (1927–1980), britische Schauspielerin
- Rachel Roberts (* 1978), kanadisches Model und Schauspielerin
- Rachel Rosenthal (1926–2015), französisch-US-amerikanische Performancekünstlerin und Tänzerin
- Rachel Roth (* 1982), US-amerikanische Schauspielerin
- Rachel Renée Russell (* 1959), US-amerikanische Jugendbuchautorin
- Rachel Ruysch (1664–1750), niederländische Malerin des Barock
- Rachel Salamander (* 1949), deutsche Buchhändlerin und Journalistin
- Rachel Schapira (* 1945), israelische Dichterin, Songwriterin und Texterin
- Rachel Schmidt (* 1975), Violinistin und Mitglied der Berliner Philharmoniker
- Rachel Schmidt (* 1994), neuseeländische Trampolinturnerin
- Rachel Schneerson (* 1932), israelische Bakteriologin und Immunologin
- Rachel Schofield (* 1988), britische Kanutin
- Rachel Joy Scott (1981–1999), US-amerikanische Schülerin, Opfer des Schulmassaker von Littleton
- Rachel Seiffert (* 1971), englische Schriftstellerin
- Rachel Sennott (* 1995), US-amerikanische Filmschauspielerin
- Rachel Sermanni (* 1991), britische Folkmusikerin und Songwriterin
- Rachel Shelley (* 1969), englische Schauspielerin
- Rachel Shenton (* 1987), britische Schauspielerin
- Rachel Sibner (* 1991), US-amerikanische Schauspielerin
- Rachel Siewert (* 1961), australische Politikerin
- Rachel Skarsten (* 1985), kanadische Schauspielerin
- Rachel Smith (* 1985), US-amerikanische Schönheitskönigin
- Rachel Smith (* 1991), US-amerikanische Leichtathletin
- Rachel Somerville, US-amerikanische Astronomin und Astrophysikerin
- Rachel Specter (* 1980), US-amerikanische Schauspielerin und Drehbuchautorin
- Rachel Squire (1954–2006), britische Politikerin
- Rachel Steer (* 1978), US-amerikanische Biathletin
- Rachel Sterling (* 1979), US-amerikanische Schauspielerin, Tänzerin und Model
- Rachel Stevens (* 1978), britische Sängerin
- Rachel Sutton, britische Jazzmusikerin (Gesang), Liedtexterin und Schauspielerin
- Rachel Sweet (* 1962), US-amerikanische Sängerin, Schauspielerin, Autorin und Fernsehproduzentin
- Rachel Swirsky (* 1982), US-amerikanische Science-Fiction- und Fantasy-Autorin
- Rachel Talalay (* 1958), US-amerikanische Filmregisseurin, -produzentin und Drehbuchautorin
- Rachel Therrien (* 1987), kanadische Jazzmusikerin (Trompete, Komposition)
- Rachel Thorn (* 1965), US-amerikanische Kulturanthropologin und Übersetzerin
- Rachel Thundat (* 1994), US-amerikanische Schauspielerin
- Rachel Ticotin (* 1958), US-amerikanische Schauspielerin
- Rachel Trevor-Morgan, britische Haute-Couture-Modistin
- Rachel Treweek (* 1963), britische anglikanische Theologin; designierte Bischöfin von Gloucester
- Rachel True (* 1966), US-amerikanische Schauspielerin
- Rachel Tucker (* 1981), nordirische Sängerin und Schauspielerin
- Rachel Unitt (* 1982), englische Fußballspielerin
- Rachel Van Hollebeke (* 1985), US-amerikanische Fußballnationalspielerin
- Rachel Wacholder (* 1975), US-amerikanische Beachvolleyballspielerin
- Rachel Wallader (* 1989), britische Kugelstoßerin
- Rachel Ward (* 1957), britisch-australische Filmschauspielerin, Regisseurin und Drehbuchautorin
- Rachel Ward (* 1964), britische Autorin von Jugendbüchern
- Rachel Warren, britische Klima- und Nachhaltigkeitswissenschaftlerin
- Rachel Watson (* 1991), australische Fernsehschauspielerin
- Rachel Weisz (* 1970), britisch-US-amerikanische Schauspielerin, Filmregisseurin und ehemaliges Model
- Rachel Whiteread (* 1963), englische Bildhauerin
- Rachel Willis-Sørensen (* 1984), US-amerikanische Sopranistin
- Rachel I. Wilson (* 1973), US-amerikanische Neurobiologin
- Rachel Winter, US-amerikanische Filmproduzentin
- Rachel Wischnitzer (1885–1989), russisch-US-amerikanische Kunsthistorikerin
- Rachel Wong Walker (* 1985), US-amerikanische Beachhandballspielerin
- Rachel Wood (* 1990), US-amerikanische Fußballspielerin
- Rachel Wyse, irische Sportmoderatorin, Springreiterin und Model
- Rachel Yakar (1936–2023), französische Opernsängerin (Sopran) und Gesangspädagogin
- Rachel Yang (* 1982), singapurische Stabhochspringerin
- Rachel Yankey (* 1979), englische Fußballspielerin
- Rachel York (* 1971), US-amerikanische Schauspielerin
- Rachel Zadok (* 1972), südafrikanische Schriftstellerin
- Rachel Zegler (* 2001), US-amerikanische Webvideoproduzentin, Sängerin und Schauspielerin
- Rachel Zoe (* 1971), US-amerikanische Stylistin
- Rachel Zuntz (1787–1874), deutsche Unternehmerin

weiterer Vorname
- Esther Rachel Kamińska (1870–1925), polnische Schauspielerin
- Athina Rachel Tsangari (* 1966), griechische Filmproduzentin und Regisseurin
- Bela Rachel Wahl (1683–1756), Stammmutter der Familie Mendelssohn
- Evan Rachel Wood (* 1987), US-amerikanische Schauspielerin
- Leah Rachel Yoffie (1883–1956), russisch-amerikanische Autorin, Volkskundlerin und Hochschullehrerin